# Marisa Ordóñez i Bernardo
Marisa Ordóñez i Bernardo (Ciñera de Gordón, La Pola de Gordón (Lleó)) és una escultora catalana. De petita va venir a viure al barri d'Horta (Barcelona). Els seus inicis artístics van ser en el món de la pintura, però a partir que es va matricular a l'Escola d'Arts i Oficis es va vincular més a l'escultura.
El 1992 va fer la seva primera exposició d'escultures al Centre Cívic Matas i Ramis. Arran d'aquest primer contacte amb el centre i fruit de la seva vàlua artística,
com també de la singularitat de la seva obra, en la qual les figures de dones són molt presents, se li va demanar que il·lustrés diversos cicles de conferències adreçats
a informar i sensibilitzar des d'una perspectiva de gènere: «Dona i Salut» (1992), «Dona i Família» (1993), «El Temps de les Dones» (1993), «Carnaval» (1994), etc.
Però la veritable implicació que l'escultora té amb el districte d'Horta-Guinardó es produeix arran de la seva participació en l'entitat Dones d'Horta. L'associació va emprendre un seguit de projectes de col·laboració amb el Centre Cívic i el Consell de les Dones del Districte, que, des de la perspectiva de gènere, volien incidir en una major participació i promoció de les dones en l'àmbit social, cultural i artístic.
Ha estat representant de la seva associació al Consell de Dones del Districte, coincidint amb el moment en què s'iniciaven un seguit d'accions contra la violència vers
les dones. L'any 2000, també de manera desinteressada, va participar com a il·lustradora de les guies El malson de la Ventafocs i Violència domèstica: quaderns per a professionals. La seva última exposició, el novembre de 2003, va tractar aquest problema. Ha fet donació al districte de l'escultura El malson de la Ventafocs, que serà ubicada a la biblioteca de Can Mariner. El 2004 va rebre la Medalla d'Honor de Barcelona.